# Cyrtopholis bartholomaei
Espèce
Synonymes
- Mygale bartholomaei Latreille, 1832
- Mygale incana C. L. Koch, 1842
- Crypsidromus gypsator Becker, 1879
- Cyrtopholis acutispina Strand, 1907
- Cyrtopholis pelus Chamberlin, 1917

Cyrtopholis bartholomaei est une espèce d'araignées mygalomorphes de la famille des Theraphosidae.

## Distribution
Cette espèce se rencontre en Amérique du Sud, à Saint-Thomas, à Saint-Barthélemy et à Antigua,.

## Systématique et taxinomie
Cette espèce a été décrite sous le protonyme Mygale bartholomaei par Latreille en 1832. Elle est placée dans le genre Cyrtopholis par Simon en 1903.
Mygale incana, Crypsidromus gypsator, Cyrtopholis antillana, Cyrtopholis acutispina et Cyrtopholis pelus ont été placées en synonymie par Petrunkevitch en 1929.
Cyrtopholis antillana est relevée de synonymie par Sherwood, Gabriel, Questel, Rollard et Leguin en 2024.

## Étymologie
Cette espèce est nommée en l'honneur de M. Barthélemy.

## Publication originale
- Latreille, 1832 : « Vues générales sur les araneides à quatre pneumobranches ou quadripulmonaires, suivies d'une notice de quelques espèces de mygales inédites et de l'habitation de celle que l'on nomme nidulans. » Nouvelles annales du Muséum d'histoire naturelle, vol. 1, p. 61-76 (texte intégral).